# Continental IO-360
A Continental IO-360 é uma família de motores boxer de seis cilindros com injeção direta de combustível e refrigerado a ar, fabricado pela Continental Motors, Inc. nos Estados Unidos, agora parte da AVIC International desde 2010.
O motor está disponível nas versões aspirado (IO-360) ou turboalimentado  (TSIO-360). Está também disponível para rotação para ambos os lados, a fim de serem usados em aeronaves bimotoras.
Não existe versão carburada deste motor, que poderia ser a designação O-360, entretanto, o modelo base é o IO-360.

## História
O IO-360 foi certificado inicialmente pela Federal Aviation Administration no dia 15 de Maio de 1962, no padrão CAR 13, efetivo em 15 de Junho de 1956, conforme emenda 13-1 a 13-3. O motor é produzido pela Continental sob o Certificado de Produto nº 508.
A série TSIO-360 (turboalimentada) foi certificada em 11 de Outubro de 1966 nos padrões da Part 33 das Federal Aviation Regulations, efetiva em 1 de Fevereiro de 1965 e emendada pela 33-1. A série é fabricada sob o Certificado de Produto nº 7, exceto o TSIO-360-D que está sob o Certificado de Produto nº 508.

## Aplicações
- Aero Boero AB-210
- AVE Mizar
- Beriev Be-103
- Cessna 160
- Cessna R172K Hawk XP
- Cessna Skymaster and military O-2 Skymaster
- Cirrus SR20
- Cierva CR Twin
- Flight Design C4
- Goodyear GZ-20
- Ilyushin Il-103
- Irkut A-002
- Maule M-4
- Maule M-5
- Mooney M20
- PAC CT/4
- Piper PA-28R-201T Turbo Arrow
- Piper PA-28-201T Turbo Dakota
- Piper PA-34 Seneca
- PZL M-20 Mewa
- Reims FR172J Reims Rocket
- Ryan XV-8
- Sasin Spraymaster
- T-41 Mescalero
- White Lightning WLAC-1

## Versões
Fonte
| Modelo                             | Cilindros | METO Power @RPM (RPM na decolagem) | Diâmetro x Curso | Deslocamento | Peso básico | Combustível      | Razão de compressão | TBO recomendado     |
| ---------------------------------- | --------- | ---------------------------------- | ---------------- | ------------ | ----------- | ---------------- | ------------------- | ------------------- |
| IO-360-AF                          | 6         | 149 kW @ 2800                      | 113.8 x 98.5 mm  | 5899 cm³     | 138.4 kg    | Avgas sem chumbo | 7.5:1               | 2000 hrs ou 12 anos |
| IO-360-AF                          | 6         | 200 hp @ 2800                      | 4.44 x 3.88 in   | 360 cu.in    | 305 lbs     | Avgas sem chumbo | 7.5:1               | 2000 hrs ou 12 anos |
| IO-360-C, CB, D, DB, G, GB, H & HB | 6         | 157 kW @ 2800                      | 113.8 x 98.5 mm  | 5899 cm³     | 148.3 kg    | 100/100LL        | 8.5:1               | 1500 hrs ou 12 anos |
| IO-360-C, CB, D, DB, G, GB, H & HB | 6         | 210 hp @ 2800                      | 4.44 x 3.88 in   | 360 cu.in    | 327 lbs     | 100/100LL        | 8.5:1               | 1500 hrs ou 12 anos |
| IO-360-ES                          | 6         | 157 kW @ 2800                      | 113.8 x 98.5 mm  | 5899 cm³     | 138.4 kg    | 100/100LL        | 8.5:1               | 2000 hrs ou 12 anos |
| IO-360-ES                          | 6         | 210 hp @ 2800                      | 4.44 x 3.88 in   | 360 cu.in    | 305 lbs     | 100/100LL        | 8.5:1               | 2000 hrs ou 12 anos |
| IO-360-J, JB                       | 6         | 145 kW @ 2600 (157@2800)           | 113.8 x 98.5 mm  | 5899 cm³     | 148.3 kg    | 100/100LL        | 8.5:1               | 1500 hrs ou 12 anos |
| IO-360-J, JB                       | 6         | 195 hp @ 2600 (210@2800)           | 4.44 x 3.88 in   | 360 cu.in    | 327 lbs     | 100/100LL        | 8.5:1               | 1500 hrs ou 12 anos |
| IO-360-K & KB                      | 6         | 145 kW @ 2600                      | 113.8 x 98.5 mm  | 5899 cm³     | 148.3 kg    | 100/100LL        | 8.5:1               | 1500 hrs ou 12 anos |
| IO-360-K & KB                      | 6         | 195 hp @ 2600                      | 4.44 x 3.88 in   | 360 cu.in    | 327 lbs     | 100/100LL        | 8.5:1               | 1500 hrs ou 12 anos |
| TSIO-360-A, AB                     | 6         | 157 kW @ 2800                      | 113.8 x 98.5 mm  | 5899 cm³     | 128.8 kg    | 100/100LL        | 7.5:1               | 1400 hrs ou 12 anos |
| TSIO-360-A, AB                     | 6         | 210 hp @ 2800                      | 4.44 x 3.88 in   | 360 cu.in    | 284 lbs     | 100/100LL        | 7.5:1               | 1400 hrs ou 12 anos |
| TSIO-360-C, CB                     | 6         | 168 kW @ 2800                      | 113.8 x 98.5 mm  | 5899 cm³     | 136.5 kg    | 100/100LL        | 7.5:1               | 1400 hrs ou 12 anos |
| TSIO-360-C, CB                     | 6         | 225 hp @ 2800                      | 4.44 x 3.88 in   | 360 cu.in    | 301 lbs     | 100/100LL        | 7.5:1               | 1400 hrs ou 12 anos |
| TSIO-360-D, DB                     | 6         | 168 kW @ 2800                      | 113.8 x 98.5 mm  | 5899 cm³     | 128.8 kg    | 100/100LL        | 7.5:1               | 1400 hrs ou 12 anos |
| TSIO-360-D, DB                     | 6         | 225 hp @ 2800                      | 4.44 x 3.88 in   | 360 cu.in    | 284 lbs     | 100/100LL        | 7.5:1               | 1400 hrs ou 12 anos |
| L/TSIO-360-E, EB                   | 6         | 149 kW @ 2575                      | 113.8 x 98.5 mm  | 5899 cm³     | 145.6 kg    | 100/100LL        | 7.5:1               | 1400 hrs ou 12 anos |
| L/TSIO-360-E, EB                   | 6         | 200 hp @ 2575                      | 4.44 x 3.88 in   | 360 cu.in    | 321 lbs     | 100/100LL        | 7.5:1               | 1400 hrs ou 12 anos |
| TSIO-360-F, FB                     | 6         | 149 kW @ 2575                      | 113.8 x 98.5 mm  | 5899 cm³     | 148.8 kg    | 100/100LL        | 7.5:1               | 1800 hrs ou 12 anos |
| TSIO-360-F, FB                     | 6         | 200 hp @ 2575                      | 4.44 x 3.88 in   | 360 cu.in    | 328 lbs     | 100/100LL        | 7.5:1               | 1800 hrs ou 12 anos |
| TSIO-360-H, HB                     | 6         | 157 kW @ 2800                      | 113.8 x 98.5 mm  | 5899 cm³     | 133.8 kg    | 100/100LL        | 7.5:1               | 1400 hrs ou 12 anos |
| TSIO-360-H, HB                     | 6         | 210 hp @ 2800                      | 4.44 x 3.88 in   | 360 cu.in    | 295 lbs     | 100/100LL        | 7.5:1               | 1400 hrs ou 12 anos |
| TSIO-360-JB                        | 6         | 168 kW @ 2800                      | 113.8 x 98.5 mm  | 5899 cm³     | 133.8 kg    | 100/100LL        | 7.5:1               | 1400 hrs ou 12 anos |
| TSIO-360-JB                        | 6         | 225 hp @ 2800                      | 4.44 x 3.88 in   | 360 cu.in    | 295 lbs     | 100/100LL        | 7.5:1               | 1400 hrs ou 12 anos |
| L/TSIO-360-KB                      | 6         | 164 kW @ 2800                      | 113.8 x 98.5 mm  | 5899 cm³     | 148.8 kg    | 100/100LL        | 7.5:1               | 1800 hrs ou 12 anos |
| L/TSIO-360-KB                      | 6         | 220 hp @ 2800                      | 4.44 x 3.88 in   | 360 cu.in    | 328 lbs     | 100/100LL        | 7.5:1               | 1800 hrs ou 12 anos |
| TSIO-360-LB                        | 6         | 157 kW @ 2700                      | 113.8 x 98.5 mm  | 5899 cm³     | 155.6 kg    | 100/100LL        | 7.5:1               | 1800 hrs ou 12 anos |
| TSIO-360-LB                        | 6         | 210 hp @ 2700                      | 4.44 x 3.88 in   | 360 cu.in    | 343 lbs     | 100/100LL        | 7.5:1               | 1800 hrs ou 12 anos |
| TSIO-360-MB                        | 6         | 157 kW @ 2700                      | 113.8 x 98.5 mm  | 5899 cm³     | 148.3 kg    | 100/100LL        | 7.5:1               | 1800 hrs ou 12 anos |
| TSIO-360-MB                        | 6         | 210 hp @ 2700                      | 4.44 x 3.88 in   | 360 cu.in    | 327 lbs     | 100/100LL        | 7.5:1               | 1800 hrs ou 12 anos |
| L/TSIO-360-RB                      | 6         | 164 kW @ 2600                      | 113.8 x 98.5 mm  | 5899 cm³     | 148.3 kg    | 100/100LL        | 7.5:1               | 1800 hrs ou 12 anos |
| L/TSIO-360-RB                      | 6         | 220 hp @ 2600                      | 4.44 x 3.88 in   | 360 cu.in    | 327 lbs     | 100/100LL        | 7.5:1               | 1800 hrs ou 12 anos |
| TSIO-360-SB                        | 6         | 164 kW @ 2600                      | 113.8 x 98.5 mm  | 5899 cm³     | 148.8 kg    | 100/100LL        | 7.5:1               | 1800 hrs ou 12 anos |
| TSIO-360-SB                        | 6         | 220 hp @ 2600                      | 4.44 x 3.88 in   | 360 cu.in    | 328 lbs     | 100/100LL        | 7.5:1               | 1800 hrs ou 12 anos |